# Ján Gerthofer
Ján Gerthofer (27. května 1910, Láb, Rakousko-Uhersko – 9. srpna 1991, Podbrezová, Československo) byl pilot Slovenských vzdušných zbraní v druhé světové válce. Zaznamenal 26 sestřelů, bojoval na straně Slovenského štátu a zúčastnil se na tažení proti Sovětskému svazu. Po válce sloužil jako velitel cvičné letky v Spišské Nové Vsi. Od léta 1947 však létal už jako civilní pilot na Douglas C-47 Skytrain pro poslance Slovenské národní rady a Sbor pověřenců.
V červnu 1951 byl pro politickou nespolehlivost propuštěn a pracoval jako dělník. Je pohřben na Martinském hřbitově v Bratislavě.

## Vyznamenání
- Slovenský válečný vítězný kříž , II. třídy Slovenský štát
- Medaila Za hrdinství[2], II. stupeň Slovenský štát
- Medaila Za hrdinství, III. stupeň (1939) Slovenský štát
- Čestný pohár za zvláštní úspěchy v letecké válce[3]
- Železný kříž, I. třída Nacistické Německo
- Železný kříž, II. třída Nacistické Německo